# 拉科齐进行曲
拉科齐进行曲（匈牙利語：Rákóczi-induló），又译拉科奇进行曲，有时也被称为匈牙利进行曲（法語：Marche hongroise），是《赞美歌》之前匈牙利的非官方国歌。
虽然传统上认为这是马扎尔贵族拉科齐·费伦茨二世的爱曲，并以之命名，但拉科齐进行曲的最早版本拉科齐之歌（匈牙利語：Rákóczi-nóta）可能是在1730年左右由一名或数名佚名作曲家创作，以抱怨马扎尔贵族和哈布斯堡王朝统治压迫、呼吁拉科齐·费伦茨二世拯救人民为主题。该版本在18世纪曾非常流行，而19世纪以后流行的拉科齐进行曲则变得更为精致。
罗姆人小提琴家亚诺施·比豪里曾于1809至1820年间演奏此曲。埃克托·柏辽兹于1846年在戏剧《浮士德的天譴》中创作了此曲日后最为人熟知的版本。李斯特以之为主题在匈牙利狂想曲第15号中改编此曲，而钢琴家弗拉基米尔·霍洛维茨基于柏辽兹和李斯特的版本创作了一份拉科齐进行曲的变奏。
本曲亦在1966年法国电影《虎口脱险》中作为插曲。